# Lilla Simsgölen
Lilla Simsgölen är en sjö i Norrköpings kommun i Östergötland och ingår i Kilaåns huvudavrinningsområde.